# Chiesina di San Nicola di Bari
La chiesina di San Nicola di Bari, nota al pubblico con il nome di cappella di San Niccolò alle Sacramentine, è un edificio di culto di Napoli, ubicato in piazzetta San Giuseppe dei Ruffi, proprio al di sotto della chiesa di San Giuseppe dei Ruffi. All'interno è presente un ufficio della curia di Napoli .

## Storia e descrizione
La chiesa originaria, non più esistente, venne edificata nel 1281 dal chierico di Carlo I d'Angiò e si trovava lungo il tracciato dell'attuale via Duomo, ma durante la creazione di questa nuova arteria stradale, nel 1869, la chiesa, insieme ad altri edifici di culto e civili, venne demolita. Pertanto fu adattata a luogo di culto una bottega che si trovava sotto l'atrio settecentesco della chiesa di San Giuseppe.
Ancor oggi esistente in questa collocazione, al suo interno era contenuta una tela del XVII secolo, attribuita a Filippo Vitale. Tale opera è oggi esposta nel Museo nazionale di Capodimonte.